# Jean Oury
Jean Oury (Parigi, 5 marzo 1924 – Cour-Cheverny, 15 maggio 2014) è stato uno psicoanalista e psichiatra francese.
È stato il fondatore e direttore dell'ospedale psichiatrico La Borde situato a Cour-Cheverny, in Francia, dove lavorò fino alla sua morte. Era membro della scuola freudiana di Parigi, fondata da Jacques Lacan sin dall'inizio fino della sua dissoluzione. Insieme a François Tosquelles e Lucien Bonnafe fu il creatore di un istituto di psicoterapia le cui pratiche terapeutiche hanno influenzato Frantz Fanon e Félix Guattari. 